# 2012 في فلسطين
أحداث عام 2012 في فلسطين

## الحكم السياسي
الرئاسة : محمود عباس

رئاسة الوزراء :

الضفة الغربية: سلام فياض (حكومة طوارئ) 

قطاع غزة: إسماعيل هنية (حكومة مقالة)

## احداث سياسية
- 6 فبراير - اتفاق إعلان الدوحة للمصالحة الوطنية بين رئيس السلطة الفلسطينية محمود عباس ورئيس المكتب السياسي خالد مشعل، وتم الإعلان فيه عن التوافق على عدة نقاط منها ترؤس عباس للحكومة الانتقالية، والإعداد للانتخابات التي تم الإعلان عن تأجيلها.[1]
- 29 نوفمبر -الجمعية العامة للأمم المتحدة توافق على اقتراح منح فلسطين دولة مراقبة غير عضو فقد حصلت فلسطين على أصوات 138 دولة واعترضت 9 دول وامتنعت 41 دولة عن التصويت لتصبح فلسطين العضو ال 194 في هيئة الأمم المتحدة.[2]

## أهم الاحداث
- 16 فبراير - وفاة 6 أطفال في حادث جبع [3]
- 17 ابريل - الاسرى الفلسطيينيون في سجون الاحتلال يبدأون اضراب عام عن الطعام [4]
- 4 تموز - الجزيرة تكشف ان اشعاع البولونيوم قد يكون هو الذي قتل عرفات [5]
- 20 أكتوبر - إجراء الانتخابات البلديات المحلية في الضفة الغربية
- 23 أكتوبر - زيارة امير قطر إلى قطاع غزة حيث حمل لغزة 90 طنا من المساعدات و50 سيارة وافتتاح العديد من المشاريع [6]
- 14 نوفمبر - تصعيد عسكري مدة اسبوع عقب اغتيال إسرائيل لأحمد الجعبري في غزة [7]
- 7 ديسمبر - خالد مشعل رئيس المكتب السياسي لحركة حماس يزور قطاع غزة برفقة عدد من قيادات حماس كموسى أبو مرزوق وعزت الرشق استمرت يومين [8]
- 13 ديسمبر - احتفال حاشد لاحياء ذكرى انطلاقة حماس بنابلس لأول مرة منذ الانقسام عام 2007 [9]

## وفيات
- 6 يوليو - وفاة هاني الحسن أحد مؤسسي حركة فتح [10]
- 14 نوفمبر - اغتيال احمد الجعبري نائب القائد العام لكتائب القسام
- 29 أغسطس - وفاة الصحفي سعيد أبو الريش '[11] ([[1
- 1 ديسمبر - عصام الشنطي، مؤرخ فلسطيني وأحد خبراء تحقيق المخطوطات.
- 28 ديسمبر - ذهني الوحيدي، طبيب فلسطيني، كان وزيرًا للصحة ضمن حكومة أحمد قريع الثالثة.